# Tiro ai Giochi della XXIX Olimpiade - Double trap

## Qualificazioni
| Posizione | Atleta                      | Nazione             | 1  | 2  | 3  | Spar. | Totale | Note  |
| --------- | --------------------------- | ------------------- | -- | -- | -- | ----- | ------ | ----- |
| 1         | Glenn Eller                 | Stati Uniti         | 48 | 49 | 48 | 145   |        | Q, OR |
| 2         | Francesco D'Aniello         | Italia              | 48 | 46 | 47 | 141   |        | Q     |
| 3         | Jeffrey Holguin             | Stati Uniti         | 45 | 48 | 47 | 140   |        | Q     |
| 4         | Hu Binyuan                  | Cina                | 48 | 42 | 48 | 138   |        | Q     |
| 5         | Richard Faulds              | Regno Unito         | 45 | 46 | 46 | 137   |        | Q     |
| 6         | Russell Mark                | Australia           | 45 | 48 | 43 | 136   | 6      | Q     |
| 7         | Ahmed Al Maktoum            | Emirati Arabi Uniti | 46 | 45 | 45 | 136   | 5      |       |
| 8         | William Chetcuti            | Malta               | 47 | 45 | 44 | 136   | 3      |       |
| 9         | Roland Gerebics             | Ungheria            | 44 | 47 | 45 | 136   | 1      |       |
| 10        | Daniele Di Spigno           | Italia              | 44 | 46 | 45 | 135   |        |       |
| 11        | Håkan Dahlby                | Svezia              | 45 | 45 | 45 | 135   |        |       |
| 12        | Wang Nan                    | Cina                | 42 | 46 | 46 | 134   |        |       |
| 13        | Steven Scott                | Regno Unito         | 43 | 45 | 46 | 134   |        |       |
| 14        | Vasily Mosin                | Russia              | 41 | 47 | 43 | 131   |        |       |
| 15        | Rajyavardhan Singh Rathore  | India               | 43 | 45 | 43 | 131   |        |       |
| 16        | Vitaly Fokeev               | Russia              | 45 | 44 | 41 | 130   |        |       |
| 17        | Lucas Rafael Bennazar Ortiz | Porto Rico          | 45 | 39 | 39 | 123   |        |       |
| 18        | Graeme Ede                  | Nuova Zelanda       | 38 | 40 | 35 | 113   |        |       |
| 19        | Giuseppe Di Salvatore       | Canada              | 38 | 34 | 37 | 109   |        |       |

Q Qualificato per la finale

## Finale
| Posizione | Atleta              | Nazione     | Qual. | Finale | Totale |    |
| --------- | ------------------- | ----------- | ----- | ------ | ------ | -- |
|           | Glenn Eller         | Stati Uniti | 145   | 45     | 190    | OR |
|           | Francesco D'Aniello | Italia      | 141   | 46     | 187    |    |
|           | Hu Binyuan          | Cina        | 138   | 46     | 184    |    |
| 4         | Jeffrey Holguin     | Stati Uniti | 140   | 42     | 182    |    |
| 5         | Russell Mark        | Australia   | 136   | 45     | 181    |    |
| 6         | Richard Faulds      | Regno Unito | 137   | 43     | 180    |    |